# Hans J. Salter
Hans Julius Salter (* 14. Jänner 1896 in Wien, Österreich; † 23. Juli 1994 in Studio City, Los Angeles, Kalifornien, USA) war ein österreichisch-US-amerikanischer Kapellmeister und Filmkomponist.

## Leben und Wirken

### Werdegang und Dirigentenkarriere
Hans Julius Salter wurde am 14. Jänner 1896 in Wien geboren. Als Gymnasiast erhielt er seine ersten Klavierstunden, die er sich selbst finanzieren musste, da seine Eltern dieses Interesse nicht unterstützten. Er begann ein Studium an der Musikakademie in Wien, das er 1914 unterbrechen musste, da er zum Kriegsdienst eingezogen wurde. Nach vier Jahren an der Front setzte er sein 1918 begonnenes Studium fort. Nebenbei verdiente er mit Gelegenheitsjobs sein Einkommen, da er nach dem Tod seines Vaters und zwei seiner Brüder die Familie erhalten musste.
Seine Lehrer an der Musikakademie waren Felix Weingartner, Hans Gál, Franz Schreker und kurzzeitig auch Alban Berg. Zudem besuchte Salter Veranstaltungen der „Gesellschaft für moderne Musik“, wo die Musik von Richard Strauss und Gustav Mahler prägende Eindrücke bei ihm hinterließen.
Nach dem Studium schlug Salter eine Dirigentenlaufbahn ein, da aus finanziellen Gründen ein Komponistenleben vorerst nicht möglich schien. Er war zunächst Korrepetitor, dann Kapellmeister an verschiedenen Theatern und schließlich auch an der Volksoper. Am klassischen Opern- und Operettenrepertoire erfuhr er, wie Musik die dramaturgische Gestaltung einer Szene beeinflusst. In der Theater-Sommerpause des Jahres 1922 kam er erstmals mit dem Film in Kontakt: Er dirigierte in mehreren Wiener Kinos die Begleitorchester von Stummfilmoperetten.
1924 übersiedelte Salter nach Berlin, wo er zunächst ohne Anstellung blieb und sich als Probenpianist über Wasser hielt. Er fand schließlich Anstellungen bei Operettenaufführungen, unter anderem an der Berliner Staatsoper.

### Wechsel in die Filmbranche
1928 erhielt er von Werner Schmidt-Boelcke ein Angebot im Berliner Renommierkino der Emelka, dem Capitol, zu dirigieren. Dort fiel er der Kritik sofort positiv auf und im November 1928 wurde er an den Ufa-Palast am Zoo, dem damals größten Kino Deutschlands, verpflichtet. Dort schuf er seine ersten Filmillustrationen und verfeinerte in der Folge seine Kompilationstechnik, sodass er selbst in der kurzen Zeit zwischen Filmkopienerhalt und erster Aufführung Musiksequenzen exakt auf Szenenlänge hinkomponieren und mit dem Orchester proben konnte.
Mit der Kapelle Hans Salter, die wiederholt Gast im Unterhaltungsprogramm des Berliner Rundfunks war, erweiterte sich sein Repertoire um die moderne Unterhaltungsmusik und den Schlager. Die Routine, die er sich dabei erwarb, kam ihm beim Umstieg vom Stumm- auf den Tonfilm zugute. Statt im Kino dirigierte er die Orchester nun im Filmatelier. Sein Schaffensschwerpunkt verlagerte sich mehr auf die Kompositionstätigkeit. Schließlich avancierte er zum Leiter der Musikabteilung der Ufa. Bis 1933 wirkte er so an 11 Tonfilmen mit.

### Emigration und Hollywoodkarriere
Nach der Machtübernahme der Nationalsozialisten 1933 war sein Schaffen für die Ufa aufgrund seiner jüdischen Religionszugehörigkeit beendet. Er wechselte in die Wiener und Budapester Filmbranche. Frühzeitig erkannte er die von Deutschland ausgehende Gefährdung Österreichs und konnte sich mit Hilfe eines bereits in den 1920er-Jahren nach New York emigrierten Schulkameraden die nötigen Affidavits beschaffen und bereits 1937 in die Vereinigten Staaten emigrieren.
Als er wenig später in Hollywood ankam gab es vorerst keine Aussicht auf Anstellung beim Film, da die Folgen der Weltwirtschaftskrise die Filmindustrie Personal einsparen ließen. Er verdiente sich sein Geld zunächst mit Gelegenheitsarbeiten, bis ihm seine Freunde Joe Pasternak und Henry Koster 1938 eine Chance bei Universal verschafften. Für The Rage of Paris fehlten noch viereinhalb Minuten Musik, die er innerhalb drei Tagen komponieren und orchestrieren sollte. Das Ergebnis war sehr zufriedenstellend, doch aus der Hoffnung auf eine Anstellung bei Universal wurde vorerst nichts und er musste mit gelegentlichen Kleinaufträgen auskommen. Erst 1939 nahm ihn Universal unter Vertrag und Salter war zunächst unter dem Leiter des Music Departements, Charles Previn, als Orchestrator für Frank Skinner tätig. Zum Teil gemeinsam mit den beiden schuf er den musikalischen Hintergrund für zahlreiche Horrorfilme, u. a. House of Frankenstein und The Wolf Man.
1942 erhielt Salter die US-amerikanische Staatsbürgerschaft. In seiner Karriere schrieb er die Filmmusik zu über 450 Filmen, den überwiegenden Teil davon in den Vereinigten Staaten. Er beendete seine Karriere Ende der 60er-Jahre.

## Filmografie (Auswahl)
- 1929: Das Schiff der verlorenen Menschen
- 1930: Die blonde Nachtigall
- 1931: Der Mann, der den Mord beging
- 1931: Gloria
- 1931: Der Herr Bürovorsteher
- 1931: Der wahre Jakob
- 1932: Mein Freund, der Millionär
- 1932: Holzapfel weiß alles
- 1932: Teilnehmer antwortet nicht
- 1932: Goldblondes Mädchen, ich schenk’ Dir mein Herz
- 1933: Madame wünscht keine Kinder
- 1934: Karneval der Liebe
- 1935: Katharina die Letzte
- 1936: Fräulein Lilli
- 1939: Die Zehn Gebote (The Great Commandment)
- 1939: Der Henker von London (Tower of London)
- 1940: Der Unsichtbare kehrt zurück (The Invisible Man Returns)
- 1940: Schwarzer Freitag (Black Friday)
- 1941: Die ewige Eva (It Started with Eve)
- 1942: Der unsichtbare Agent (Invisible Agent)
- 1942: Pittsburgh
- 1942: Die Freibeuterin (The Spoilers)
- 1943: Draculas Sohn (Son of Dracula)
- 1943: Die Stubenfee (His Butler’s Sister)
- 1943: The Amazing Mrs. Holliday
- 1943: The Strange Death of Adolf Hitler
- 1944: Zeuge gesucht (Phantom Lady)
- 1944: Die Kralle (The Scarlet Claw)
- 1944: Der Unsichtbare nimmt Rache (The Invisible Man’s Revenge)
- 1944: Weihnachtsurlaub (Christmas Holiday)
- 1944: The Merry Monahans
- 1944: Frankensteins Haus (House of Frankenstein)
- 1944: Das Lied des goldenen Westens (Can’t Help Singing)
- 1945: Die Liebe unseres Lebens (This Love of Ours)
- 1945: Straße der Versuchung (Scarlet Street)
- 1946: Die wunderbare Puppe (Magnificent Doll)
- 1947: Michigan Kid
- 1947: Das Netz (The Web)
- 1947: Singapur (Singapore)
- 1948: Der Pantoffelheld (An Innocent Affair)
- 1948: Der Menschenfresser von Kumaon (Man-Eater of Kumaon)
- 1949: Schweigegeld für Liebesbriefe (The Reckless Moment)
- 1950: Drei Männer für Alison (Please Believe Me)
- 1950: Revolverlady (Frenchie)
- 1951: Schwester Maria Bonaventura (Thunder on the Hill)
- 1951: Gegen alle Flaggen (Against all flags)
- 1951: Schüsse in Neu-Mexiko (The Duel at Silver Creek)
- 1951: Tomahawk – Aufstand der Sioux (Tomahawk)
- 1951: Trommeln des Todes (Apache Drums)
- 1951: Dschingis Khan – Die goldene Horde (The Golden Horde)
- 1951: Die Diebe von Marschan (The Prince Who Was a Thief)
- 1952: Meuterei am Schlangenfluß (Bend of the River)
- 1952: Die Schlacht am Apachenpaß (The Battle at Apache Pass)
- 1952: Sein großer Kampf (Flesh and Fury)
- 1952: Der Tag der Vergeltung (Untamed Frontier)
- 1954: In den Kerkern von Marokko (Yankee Pasha)
- 1954: Attila, der Hunnenkönig (Sign of the Pagan)
- 1954: Der eiserne Ritter von Falworth (The Black Shield of Falworth)
- 1954: Immer jagte er Blondinen (The Human Jungle)
- 1954: Der Schrecken vom Amazonas (Creature from the Black Lagoon)
- 1954: Am fernen Horizont (The Far Horizons)
- 1955: Wichita
- 1955: Teufelskommando (Hold Back the Night)
- 1955: Metaluna IV antwortet nicht (This Island Earth)
- 1956: Auf der Spur des Todes (Red Sundown)
- 1956: Dakota (The Oklahoma)
- 1956: Herbststürme (Autumn Leaves)
- 1956: Teufelskommando – Marinekorps „Pantherkatze“ schlägt zu (Hold Back the Night)
- 1956: Die unsichtbare Front (Three Brave Men)
- 1957: Der große Fremde (The Tall Stranger)
- 1957: Des Teufels Lohn (Man in the Shadow)
- 1959: Duell in Dodge City (The Gunfight at Dodge City)
- 1959: Das tödliche Netz (The Man in the Net)
- 1961: Happy End im September (Come September)
- 1962: Hitler
- 1962: Ein Sommer in Florida (Follow That Dream)
- 1962: … gefrühstückt wird zu Hause (If a Man Answers)
- 1964: Zwei erfolgreiche Verführer (Bedtime Story)
- 1966: Drei Fremdenlegionäre (Beau Geste)
- 1967: Heiße Colts in harten Fäusten (Return of the Gunfighter)
- 1967–1968: Maya (Fernsehserie)

## CDs
Mehrere von Salters Arbeiten für Universal-Horrorfilme (zusammen mit Skinner, Dessau und Charles Previn) wurden von William Stromberg für das auch in Deutschland erhältliche Label Naxos in Moskau aufgenommen.